# Ultimul val
Ultimul val (în engleză The Last Wave) este un film cu dezastre regizat de Peter Weir după un scenariu de Peter Weir. A fost produs în Australia de studiourile United Artists și a avut premiera la 5 noiembrie 1977, fiind distribuit de United Artists. Coloana sonoră este compusă de Charles Wain. Cheltuielile de producție s-au ridicat la 818.000 dolari australieni. Filmul a avut încasări de 1.258.000 dolari australieni.
Este vorba despre un avocat alb din Sydney, a cărui viață aparent normală este perturbată după ce a preluat un caz de omor și descoperă că împărtășește o legătură ciudată, mistică, cu grupul mic de aborigeni locali acuzați de crimă.

## Distribuție
Rolurile principale au fost interpretate de actorii:

Richard Chamberlain
Vivean Gray[*]
Olivia Hamnett[*]
David Gulpilil
John Frawley[*]
Peter J. Carroll[*]  .